# Santa Cruz FC
Santa Cruz Futebol Clube – brazylijski klub piłkarski z siedzibą w mieście Recife, leżącym w stanie Pernambuco.

## Osiągnięcia
- Wicemistrz drugiej ligi (Campeonato Brasileiro Série B) (2) – 1999, 2005;
- 'Mistrz północnej Brazylii (Copa Norte-Nordeste) – 1967;
- Wicemistrz północnej Brazylii (Copa Norte-Nordeste) – 1991, 1999;
- Mistrz stanu Pernambuco (Campeonato Pernambucano) (27) – 1931, 1932, 1933, 1935, 1940, 1946, 1947, 1957, 1959, 1969, 1970, 1971, 1972, 1973, 1976, 1978, 1979, 1983, 1986, 1987, 1990, 1993, 1995, 2005, 2011, 2012, 2013;
- Puchar stanu Pernambuco (Copa Pernambuco) (2) – 2008, 2009;
- Torneio Início de Pernambuco (12) – 1919, 1926, 1937, 1939, 1946, 1947, 1954, 1956, 1969, 1971, 1972, 1976

## Historia

### Początki
Klub założony został 3 lutego 1914 roku przez grupę chłopców w wieku 14-16 lat. Ponieważ chłopcy ci zwykle grali w piłkę na ulicach w pobliżu kościoła „Santa Cruz” położonego przy ulicy „Santa Cruz”, taką też nazwę nadali nowemu klubowi.
Skład pierwszego zarządu w historii klubu:
- Abelardo Costa
- Alexandre Carvalho
- Augusto Flankin Uchôa Dornelas Câmara (drugi sekretarz)
- José Luiz Vieira (prezes)
- José Glacério Bonfim
- Luiz de Gonzaga Barbalho Ramos (pierwszy sekretarz)
- Orlando Elias dos Santos (dyrektor sportowy)
- Oswaldo dos Santos Ramos
- Quintino Miranda Paes Barreto (wiceprezes).

Na pierwszym oficjalnym zebraniu zarządu ustalono pełną nazwę klubu – Santa Cruz Foot-Ball Club (w późniejszych czasach nazwa ta została przetłumaczona na język portugalski przyjmując obecnie stosowaną formę Santa Cruz Futebol Clube). Ponadto ustalono barwy klubu.
Początkowo przyjęto barwy czarno-białe, lecz gdy okazało się, że takie same barwy ma inny niedaleko położony klub (Flamengo z miasta Arcoverde), za radą Teófilo Batista de Carvalho (znanego także jako Lacraia – brał udział w większości początkowych zebrań, choć nie należał do grona założycieli klubu) dodano kolor czerwony.
W swoim pierwszym meczu „drużyna chłopców” jak nazywano wtedy Santa Cruz pokonała drużynę Rio Negro aż 7:0. Zawodnicy Rio Negro domagali się rewanżu. Zarząd Santa Cruz, choć czołowy zawodnik klubu Silvio Machado (zdobył w pierwszym meczu 5 goli) nie mógł zagrać w proponowanym terminie, zgodził się na rewanż. Silvio Machado zastąpiony został przez Carlindo, który w rewanżu zdobył aż 6 goli, a Santa Cruz wygrał jeszcze wyżej, bo 9:0. Następne zwycięstwo nad drużyną Western Telegraph Company, która była wtedy zespołem wiele znaczącym, przyniosło dużą popularność klubowi Santa Cruz.
Pierwszą piłkę dla klubu zakupił José Luiz Vieira za sumę 8500 reali (port. réais).
W 1915 roku Santa Cruz na stadionie Aflitos wygrała aż 5:1 z klubem América Recife. W roku 1917 klub został przyjęty do piłkarskiej federacji stanowej zwanej wtedy Pernambucan Sport League (dzisiaj Federação Pernambucana de Futebol). Wielkie wrażenie zrobiło zwycięstwo Santa Cruz odniesione 30 stycznia 1919 roku na stadionie Malaquias nad potężnym klubem Botafogo w stosunku 3:2. Pierwszy raz w historii klub z północnej Brazylii pokonał klub z południowej części państwa. Swoje pierwsze w historii mistrzostwo stanu Santa Cruz zdobyła po pokonaniu klubu Torre 2:0 13 grudnia 1931 roku (czołowymi piłkarzami klubu byli wtedy Tará i Sherlock).
W październiku 1934 roku reprezentacja Brazylii, która właśnie wróciła do domu po włoskich mistrzostwach świata, rozegrała kilka towarzyskich meczów z głównymi klubami stanu Pernambuco. Najpierw pokonany został klub Sport Recife 4:2, następnie reprezentanci rozgromili klub Náutico Recife 8:3. Kolejnym przeciwnikiem była Santa Cruz i uległa reprezentantom 1:3. Po tym meczu reprezentacja miała udać się statkiem do Rio de Janeiro. Ponieważ statek się spóźniał, zostało jeszcze trochę czasu, by rozegrać drugi mecz. W tym nadprogramowym rewanżu Santa Cruz niespodziewanie pokonała reprezentację Brazylii 3:2.

### Najlepsze lata
W końcu lat 60. i w latach 70. XX wieku Santa Cruz osiągnęła wielką popularność. Główną przyczyna było pięciokrotne mistrzostwo stanu, a także robiące duże wrażenie występy w mistrzostwach narodowych, rozszerzające znaczenie klubu poza opłotki stanu Pernambuco.
Udział Santa Cruz w mistrzostwach Brazylii zaczynał być poważny począwszy od roku 1965. Wówczas Santa Cruz przyciągnęła powszechną uwagę pokonując na stadionie Maracanã słynny CR Flamengo 3:1. W pierwszym etapie mistrzostw w 1965 roku klub zajął pierwsze miejsce. W roku 1972 Pelé rozegrał przeciwko Santa Cruz swój mecz numer 1000. W roku 1975 był następny wielki sukces – pierwszy raz w historii klub z północnej Brazylii dotarł do półfinału Campeonato Brasileiro Série A. W decydującym meczu półfinałowym Santa Cruz przegrała 7 grudnia z Cruzeiro EC 2:3, plasując się ostatecznie na czwartym miejscu.
W roku 1978 i 1979 Santa Cruz grając w mistrzostwach Brazylii nie przegrała 48 meczów z rzędu. W dziejach futbolu brazylijskiego wynik ten plasuje Santa Cruz na czwartym miejscu. W tym samym roku Santa Cruz, zdobywając 20 punktów, była pierwszym brazylijskim klubem, który zapewnił sobie udział w drugiej fazie mistrzostw Brazylii. Na koniec rozgrywek Santa Cruz zajęła ostatecznie piąte miejsce.

### Upadek
W latach 80. XX wieku Santa Cruz spadł do drugiej ligi dwukrotnie, w roku 1982 i w roku 1989. W ogólnonarodowych mistrzostwach klub zaczął spisywać się coraz słabiej.
W latach 90. Santa Cruz trzykrotnie zdobyła mistrzostwo stanu (1990, 1993 i 1995), aczkolwiek występy w ogólnobrazylijskiej drugiej lidze przyćmiewały sukcesy ligowe na poziomie stanu Pernambuco.
Ponadto w latach 1995–2000 Santa Cruz musiała znieść szczególne upokorzenie, gdy jej główny derbowy rywal klub Sport Recife pięć razy z rzędu zdobył tytuł mistrza stanu Pernambuco.
W 1996 roku piłkarz Santa Cruz Maurício z 13 golami został królem strzelców drugiej ligi brazylijskiej.

### Najwybitniejsi gracze klubu Santa Cruz
- Zé Bonfim – pierwsza gwiazda w historii klubu Santa Cruz.
- Tará – dwukrotny król strzelców mistrzostw stanu Pernambuco (1938 – 25 goli i 1940 – 20 goli)
- Givanildo, Fumanchu, Levir Culpi, Nunes, Carlos Alberto i Ramón – czołowi gracze znakomitej drużyny z lat 70. Ramón strzelając 21 goli w 1973 roku został królem strzelców mistrzostw Brazylii.
- Birigui – przez 10 lat główny bramkarz klubu Santa Cruz, dwukrotny mistrz stanu Pernambuco w 1986 i 1987 roku.
- Zé do Carmo – czołowy gracz klubu w latach 80. i na początku lat 90.
- Rivaldo w roku 1989 w barwach Santa Cruz zaczynał profesjonalną karierę w lidze juniorskiej
- Ricardo Rocha, mistrz świata z 1994 roku zaczynał karierę w klubie Santa Cruz
- Nilson – bramkarz, który zyskał ogromną popularność wśród kibiców klubu w późnych latach 90. Otrzymał przydomek Paredão (czyli Wielka Ściana).

## Pamiętne drużyny

### 1913 – pierwsza drużyna
Waldemar Monteiro – Abelardo Costa, Humberto Barreto – Raimundo Diniz, Osvaldo Ramos, José Bonfim – Quintino Miranda, Sílvio Machado, José Vieira, Augusto Ramos, Osvaldo Ferreira.

### 1931 – pierwsza drużyna Santa Cruz, która zdobyła mistrzostwo stanu Pernambuco
Dada, Sherlock, Fernando – Doía, Julinho, Zezé – Walfrido, Aluízio, Neves, Tará, Lauro, Estevão. Także João Martins i Popó.

### 1969-1973 pięciokrotni mistrzowie stanu Pernambuco
- Bramkarze: Detinho, Gilberto, Pedrinho
- Gracze z pola: Norberto, Reginaldo, Birunga, Zé Júlio, Ari, Zito, Luciano, Fernando Santana, Facó, Mirobaldo, Nivaldo, Vila Nova, Cuíca, Rubens Salim, Givanildo, Aloísio Linhares, Naércio, Joel, Rivaldo, Gena, Antonino, Souza, Ramon, Erb, Derivaldo, Batista, Cabral, Zinho, Osvaldo, Telino, Adílson, Cassiano, Uriel, Vályer, Lourival, Botinha, Pogito, Miruca, Betinho, Ferreira, Sapatão, Zé Carlos Olímpico, Bita.

## Aktualny skład
| Pozycja  | Zawodnik           |
| -------- | ------------------ |
| bramkarz | Anderson           |
| bramkarz | Bruno              |
| bramkarz | Eduardo Gottardi   |
| bramkarz | Flávio             |
| obrońca  | Adriano            |
| obrońca  | Hugo               |
| obrońca  | Ivson              |
| obrońca  | Juliano            |
| obrońca  | Sidraílson         |
| obrońca  | Carlinhos          |
| obrońca  | Michel             |
| obrońca  | Fabiano            |
| obrońca  | Marquinhos Caruaru |
| pomocnik | Negô               |

| Pozycja   | Zawodnik       |
| --------- | -------------- |
| pomocnik  | Renan          |
| pomocnik  | Romeu          |
| pomocnik  | Cadu           |
| pomocnik  | Elvis          |
| pomocnik  | Jairo          |
| pomocnik  | Marquinhos     |
| pomocnik  | Róbson Luis    |
| napastnik | Adauto         |
| napastnik | Marcelo Ramos  |
| napastnik | Marco Antonio  |
| napastnik | Porcellis      |
| napastnik | Roberval       |
| napastnik | Robinho        |
| napastnik | Thiago Almeida |

### Sztab szkoleniowy
- Adriano Feliz – Trener
- Marcelo Adelino – Asystent trenera
- Paraiba – Trener bramkarzy
- Joelson Correia, Jailton Cintra, – przygotowanie fizyczne
- Zezinho, Saulo – fizjoterapeuci
- Berto, Catatau – masażyści